# 노비타르크군

마워폴스카주 지도에 표시된 노비타르크군의 위치

노비타르크군(폴란드어: powiat nowotarski)은 폴란드 마워폴스카주에 위치한 군으로 군청 소재지는 노비타르크이며 면적은 1,474.66km2, 인구는 181,878명(2006년 기준), 인구 밀도는 120명/km2이다.
북서쪽으로는 수하군, 북쪽으로는 미실레니체군, 북동쪽으로는 리마노바군, 동쪽으로는 노비송치군, 남쪽으로는 타트라군, 슬로바키아와 접한다. 14개 지방 자치체(2개 도시, 1개 도시형 농촌, 11개 농촌)를 관할한다.

군기
군 문장